# Astral Weeks
Astral Weeks ist das zweite Soloalbum des nordirischen Sängers und Musikers Van Morrison. Es wurde in zwei Tagen – am 25. September und am 15. Oktober 1968 – gemeinsam mit renommierten Jazzmusikern New Yorks in den dortigen Century Sound Studios aufgenommen und im November 1968 veröffentlicht. Die ungewöhnliche Fusion aus Folk-, Blues-, Soul- und Jazzelementen errang bald Kultstatus, verkaufte sich aber nicht sonderlich gut. Die Produktion war Morrisons erste Zusammenarbeit mit der Plattenfirma von Warner Brothers.
Astral Weeks ist in diversen Bestenlisten auf den vorderen Plätzen vertreten.

## Vorgeschichte
Van Morrison war bei Bang Records des ehemaligen Produzenten seiner Band Them, die sich 1967 nach dem Hit „Brown Eyed Girl“ und einer US Tour auflösten, Bert Berns unter Vertrag. Morrison blieb in den USA. Mit Berns hatte er Ende 1967 künstlerische Differenzen. Als dieser Ende Dezember plötzlich an einem Herzleiden verstarb, konnte Morrison aufgrund eines Streit mit Berns Witwe und Nachfolgerin als Besitzerin von Bang Records (die dem Streit mit Morrison eine Teilschuld an dessen Tod gab) zunächst nicht im Raum New York auftreten. So spielte er im Sommer 1968 in der Gegend von Cambridge (Massachusetts) in einem akustischen Duo bzw. Trio mit dem Bassisten Tom Kielbania, ergänzt durch den Flötisten und Saxophonisten John Payne.
Um diese Zeit kontaktierte Warner Brothers Morrison über die unabhängigen Produzenten Bob Schwaid und Lewis Merenstein zwecks Produktion einer Schallplatte. Es gelang ihnen Morrison unter akzeptablen Bedingungen aus dem Vertrag mit Bang Records zu lösen. Unter anderem musste er 36 weitere Stücke für Bang! einspielen, die als The Revenge Album 67 notorisch wurden. Für das folgende Albumprojekt hatten sie im Wesentlichen nur zur Folge, dass zwei Kompositionen, an denen Bang Records Rechte hatte, aufgenommen werden mussten (Beside You, Madame George). Außerdem durfte ein Jahr keine Singles ausgekoppelt werden. Seinem Debütalbum bei Warner Brothers, produziert von Merenstein, stand damit nichts mehr im Weg.

## Aufnahmesession und Musiker
Die Aufnahmen fanden am 25. September, 1. und 15. Oktober 1968 in den Century Sound Studios in New York statt. Im Gegensatz zu den Behauptungen von John Cale, der gleichzeitig im selben Studio aufnahm, Van Morrison hätte mit den Begleitmusikern nicht zusammenarbeiten können und wäre zunächst allein mit akustischer Gitarre aufgenommen worden, die übrigen Musiker in Overdub-Technik ergänzt, steht fest: Morrison (Gesang und akustische Gitarre) hatte mit Kontrabass, zweiter akustischer Gitarre, Flöte, Vibraphon und Schlagzeug aufgenommen. Ergänzt wurden später nur Streicher, Schlagzeugteile und Bläser.
Die Begleitmusiker kamen überwiegend aus einem Jazz-Hintergrund, der Van Morrison, obwohl er in seiner Jugend unter dem Einfluss von Jimmy Giuffre und dessen The Train and the River Saxophon lernte, eher ferner lag. Merenstein holte für die Zusammenstellung der Begleitmusiker den Jazz-Bassisten Richard Davis (bekannt u. a. von Eric Dolphys Out to Lunch, zur Zeit der Aufnahmen bei der Bigband Thad Jones/Mel Lewis Orchestra). Hinzu kamen der Gitarrist Jay Berliner, der eng mit Charles Mingus gearbeitet hatte und u. a. auf The Black Saint and the Sinner Lady mitspielte, Warren Smith Jr. (Percussion, Vibraphon) und Schlagzeuger Connie Kay aus dem Modern Jazz Quartet. Aus Morrisons eigener Gruppe gelang es nur John Payne an der Flöte am Ende der ersten Session in „Astral Weeks“ einzuspringen. Morrison verzichtete auf vorbereitende Sitzungen und gab auch keine Leadsheets aus, sondern spielte den Musikern seine Lieder auf der Gitarre vor. Ansonsten ließ er ihnen freie Hand, fast wie in einer Jam-Session (so Connie Kay), zusammengehalten im Hintergrund von Richard Davis am Bass. Arrangeur der Streicher (und auf dem Cembalo zu hören in Cyprus Avenue) war Larry Fallon.
Am ersten Aufnahmetag wurden „Madame George“, „Cyprus Avenue“, „Beside you“ und „Astral Weeks“ aufgenommen. In der zweiten Session kamen keine Aufnahmen zu Stande. Die Zusammenarbeit funktionierte nicht – möglicherweise da sie morgens, also zu einer für Jazzmusiker eher ungeeigneten Zeit stattfand. Die restlichen Aufnahmen des Albums wurden am 15. Oktober abgeschlossen. Mehrere Songs wurden für das Schlussstück ausprobiert, bevor Morrison sich für „Slim Slow Slider“ entschied. Er wurde dabei nur von Payne am Sopransaxophon und von Davis am Bass begleitet. Die Aufnahme wurde von Merenstein stark gekürzt, um sie der Spieldauer einer LP anzupassen.
Im Jahr 2008 spielte Van Morrison das komplette Album live vor Publikum in Los Angeles. Die Aufnahme von dem Konzert erschien Anfang 2009 als Live-Album unter dem Titel Astral Weeks Live at the Hollywood Bowl.

## Titel
Alle Songs stammen aus der Feder von Van Morrison.
Seite AIn the Beginning
1. Astral Weeks – 7:00
2. Beside You – 5:10
3. Sweet Thing – 4:10
4. Cyprus Avenue – 6:50
Seite BAfterwards
5. The Way Young Lovers Do – 3:10
6. Madame George – 9:25
7. Ballerina – 7:00
8. Slim Slow Slider – 3:20
Bonustracks (Expanded Edition)
9. Beside You (Take 1) – 5:57
10. Madame George (Take 4) – 8:24
11. Ballerina (Long Version) – 8:02
12. Slim Slow Slider (Long Version) – 4:53

### Astral Weeks
Zu „Astral Weeks“ meinte Morrison, dass er einer der Songs wäre, bei denen man „Licht am Ende des Tunnels sieht“, der von der Möglichkeit von Wiedergeburt nach dem Tod und der Transformation von Energie handele („To lay me down, In Silence easy, To be born again“, […] „In another time, in another place“). Song und Titel entstanden 1966 in Belfast, als Morrison Zeichnungen mit Sternenkarten des Malers Cezil McCartney sah. Es ist von einer Frau und ihrem Kind die Rede und vom Gefühl der Fremdheit (Ain’t nothing but a stranger in this world). Die Zeile „Talking to Huddie Ledbetter“ spielt auf Morrisons musikalisches Vorbild den Bluessänger Leadbelly an, dessen Poster er ständig mit sich führte. Sein Trio-Partner John Payne, der hier an der Flöte einsprang, behauptete später, er hätte den Song vorher nie gehört und dieser sei ohne Probe in einem Take aufgenommen worden.

### Beside You
„Beside You“ ist nach Van Morrison ein Song, den man für ein Kind oder jemanden, den man liebt, singt. Der Junge, an den sich der Song wendet (Beside you, oh child, to never never never wonder why) und der in die Nacht hinauswandert, ist der von Morrison adoptierte Sohn seiner damaligen Ehefrau Janet. Gemischt ist dies auch mit Erinnerungen Morrisons an seine eigene Kindheit. Begleitet wird Morrison von Davis Bass, der akustischen Gitarre Berliners und dem Flötisten des ersten Aufnahmetags.

### Sweet Thing
„Sweet Thing“ handelt von seiner Frau Janet, die er 1966 auf der US-Tour kennenlernte und von der er danach während eines Jahres in Belfast getrennt war. Nach Morrison ein romantisches Liebeslied. Es setzt mit seiner vorwärtsdrängenden Streicherbegleitung auf dem Album einen optimistischen Akzent.

### Cyprus Avenue
„Cyprus Avenue“ handelt nach Van Morrison von einer Straße gleichen Namens in Belfast, in der wohlhabendere Leute wohnten, entfernt von dem Milieu, in dem Van Morrison aufwuchs, aber in seiner Nachbarschaft. Für ihn ein mystischer Ort, an dem er nachdenken konnte. Es war in den 1970er Jahren regelmäßig das Schlussstück von Van Morrisons Konzerten, bevor er mit „Its too late to stop now“ von der Bühne ging. Van Morrison wird in der Aufnahme von Flöte (nicht John Payne), Violine und Larry Fallon am Cembalo begleitet.

### The Way Young Lovers Do
„The Way Young Lovers Do“, ein up-tempo Stück, ist der am meisten Jazz-beeinflusste Teil des Albums, auch in kurzen Scat-Einlagen Morrisons spürbar, z. B. bevor die Musik ausblendet. Begleitet wird er von Bläsern und Vibraphon sowie von Barry Kornfeld auf Gitarre.

### Madame George
„Madame George“ ist einer der berühmtesten Songs des Albums, gleichzeitig das längste Stück mit neuneinhalb Minuten. Wie Cyprus Avenue ist er nach Bekunden von Morrison in einem „Stream of Consciousness“ entstanden. Um wen es sich bei der/dem besungenen Madame George bzw. Madame Joy, wie der Titel nach Aussage Morrisons ursprünglich lauten sollte, handelt, bleibt offen. Die Vermutung, es wäre ein Transvestit, wie der Titel nahelegt, hat Van Morrison in einem Interview bestritten. Der Song verbreitet eine Abschiedsstimmung („Say goodbye to Madame Joy“) und ist von Erinnerungen an Belfast durchzogen – der Song beginnt wieder „with a childlike vision“ in Cyprus Avenue, weitere Kindheitserinnerungen folgen („On the train from Dublin up to Sandy Row, Throwing pennies at the bridges down below“). Begleiter ist Payne auf der Flöte, weiters Violinen und Basslinien von Richard Davis im Hintergrund. Bekannt ist auch die spätere Cover-Version von Marianne Faithfull.

### Ballerina
„Ballerina“ ist ein weiteres Liebeslied, nach Van Morrison geschrieben 1966 in einem Hotel in San Francisco mit dem Bild einer Balletttänzerin vor Augen. Zu der Zeit lernte er seine Frau Janet kennen und tourte mit Them, mit denen er es auch einmal in Hawaii aufführte.

### Slim Slow Slider
„Slim Slow Slider“, das Schlussstück, handelt nach Van Morrison von jedem, der in einer großen Stadt wie London gestrandet ist, oder auf Drogen ist, und im Liedtext ist vom Sterben die Rede (I know you’re dying, baby, and I know you know it too). Paynes Sopransaxophon ist im Hintergrund zu hören, am Ende ist der Beginn von fünf bis zehn Minuten „instrumental jamming, semi-baroque and jazz stuff“ zu hören, von Merenstein abgeschnitten.

## Rezeption
Das Album hat in den Augen vieler Rock- und Popkritiker einen legendären Status, wie die regelmäßige Aufnahme in Bestenlisten zeigt. 
Rolling Stone wählte Astral Weeks 2003 auf Platz 19 und 2020 auf Platz 60 der 500 besten Alben aller Zeiten.
In der Aufstellung der 500 besten Alben aller Zeiten des New Musical Express belegt es Platz 68.
Die Website Pitchfork führt Astral Weeks auf Platz 24 der 200 besten Alben der 1960er Jahre und Sweet Thing auf Platz 72 der 200 besten Songs des Jahrzehnts.
Uncut wählte Astral Weeks auf Platz 3 der 200 besten Alben aller Zeiten.
In der Auswahl der 100 besten Alben aller Zeiten von The Guardian erreichte Astral Weeks Platz 10.
Das Magazin Time nahm Astral Weeks in die Zusammenstellung der 100 wichtigsten Alben auf.
Es gehört zu den 1001 Albums You Must Hear Before You Die.
1999 wurde Astral Weeks zusammen mit Morrisons Moondance in die Grammy Hall of Fame aufgenommen.

### Wirkung
Auf Zeitgenossen wirkte es nach der Them-Vergangenheit Van Morrisons (Gloria) überraschend und die ungewöhnliche lyrische und musikalische Bandbreite erschloss sich erst langsam. Kritikern wie dem von Billboard offenbarte das Album das gesangliche Spektrum Morrisons: „Morrison benutzt seine Stimme wie eine instrumentale Band – Melodie und Schlagzeug gleichzeitig, mit einem Ergebnis, das künstlerisch elegant ist.“
Das Album ist zwar sehr individuell Morrison – in einer Übergangsphase seiner Karriere – verhaftet, seine anregenden Einflüsse auf andere Musiker lassen sich aber nicht nur in den Cover-Versionen von Stücken des Albums finden, sondern auch in Zitaten wie dem von Elvis Costello, der es das „nach wie vor wagemutigste Album im Rockbereich“ nannte.

„Astral Weeks ist ein hypnotischer Stream of Conciousness, eine in sich geschlossene musikalische Welt aus akustischen Gitarren, ätherischen Streichern, Vibraphonen, Cembalos und Van Morrisons seelenvollem Gesang. Es ist ein Gemälde aus Klang, das erst unzugänglich erscheint und sich dann öffnet zu einem ganzen Universum purer Schönheit.
Van Morrison hat nach Astral Weeks viele tolle Platten gemacht, die Soul, Folk und Pop unendliche neue Facetten hinzugefügt haben. Aber 1968 hat er ein Werk geschaffen, das bis heute ohne Vergleich geblieben ist. Wer einmal den Schlüssel zu Astral Weeks gefunden hat, der kann sich glücklich schätzen: Wenn dieses Album dich einmal auf dem richtigen Fuß erwischt hat, dann bleibt es für den Rest deines Lebens.“

„Das ist Blues, ist Jazz und Folk – ist nichts von dem und dennoch alles zusammen. Van Morrisons Stimme (nie wieder hat er so gesungen) ist überwältigend, bindet die scheinbar völlig frei federnden Instrumente, macht aus Worten und Tönen Lieder. Die von Astral Weeks ausgehende Atmosphäre ist magisch, Song für Song schwebt, und am Ende hat man ein Bild gesehen, ein Gedicht und einen Klang gehört.“

„Morrison hatte schon immer ein Faible für Jazz gehabt – obwohl man ihn zuerst als Folksänger, dann als Bluessänger einordnete –, und auf Astral Weeks ließ er der Neigung freien Lauf, da er hier die perfekte Ergänzung für seine komplexen Texte fand. Die LP wurde in zwei Tagen eingespielt, wobei Morrison den Musikern nur minimale Hinweise gab und sich wenig über die Texte und ihre Bedeutung äußerte. Statt dessen sang er Scat zu den größtenteils improvisierten Instrumentalstücken der Band. Nie waren Morrisons Texte schräger und poetischer gewesen. „Madame George“ ist ein sensibles Phantasiestück aus dem heimatlichen Belfast über einen gealterten Drag-Künstler, ausgemalt in den verschmierten Pastelltönen eines halbvergessenen Traums. Dagegen ist „Sweet Thing“ ein elektrisierendes Liebeslied – schon beim ersten Akkord läuft einem ein Schauer den Rücken hinunter.“

Kommerziell war das Album dann auch kein großer Erfolg – erst 2001 erreichte es Goldstatus.

## Sonstiges
Das Cover zeigt (den damals 23-jährigen) Van Morrison fotografiert von Joel Brodsky mit Blick nach unten, überblendet von Zweigen und Blättern. Für die Gestaltung des Albumdesigns war Ed Thrasher verantwortlich.
Die erste Hälfte des Films Taxi Driver von Martin Scorsese ist nach dessen Aussagen von diesem Album direkt inspiriert.